# Eugène Müntz
Eugène Müntz, född 11 juni 1845 i  Soultz-sous-Forêts, Alsace, död 30 oktober 1902 i Paris, var en fransk konsthistoriker. Han var bror till Achille Müntz.
Müntz var konservator och lärare vid École des beaux-arts och medlem av Institut de France. Han författade bland annat Les arts à la cour des papes pendant le XV:me et le XVI:me siècle (1878–79), Raphaël, sa vie, son œuvre et son temps (1881), La tapisserie (1882), La renaissance en Italie et en France à l'époque de Charles VIII (1885), Histoire de l'art pendant la renaissance (fyra band, 1889–95) och Leonard de Vinci, sa vie, son génie, son œuvre (1898). Sedan 1882 utgav han monografisamlingen "Bibliothèque Internationale de l'art".